# پیترو ناشیمبنه
پیترو ناشیمبنه (ایتالیایی: Pietro Nascimbene؛ زادهٔ ۲۲ فوریهٔ ۱۹۳۰) دوچرخه‌سوار اهل ایتالیا است.